# Shogi

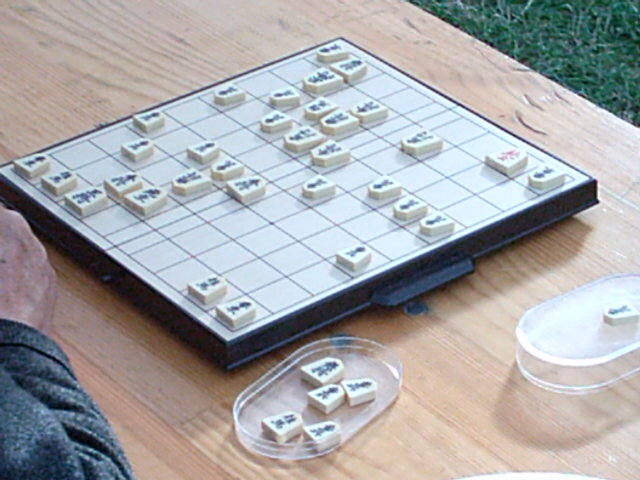
Shogi

Shogi (shō = generaal, gi = spel; in het Japans: 将棋) is een Japans strategisch bordspel, ook wel bekend als Japans schaak. Het is een spel uit de familie waartoe ook het Westerse schaken en het Chinees schaken behoren. Het spel kent zijn oorsprong in Japan waar het hoog in aanzien staat. Vele beroepsspelers kunnen een bestaan opbouwen op basis van de verbreiding en het spelen van het spel. Japanse kranten publiceren dagelijks een kleine rubriek (naast de go-rubriek). De verbreiding buiten Japan neemt geleidelijk aan toe.
Shogi in zijn huidige vorm werd al in de 16e eeuw gespeeld. Een directe voorloper zonder de inzet van geslagen stukken kan worden getraceerd tot 1210 in het historische document Nichūreki, wat een bewerkte kopie is van Shōchūreki en Kaichūreki uit de late Heian periode (ca. 1120). In de loop der tijd zijn ook vele varianten bedacht, zo bestaat er een versie met 36×36 vakken (Tai Kyoku Shogi), maar de 9×9-variant heeft de tijden het best overleefd.

## Spelregels
Shogi is een vorm van schaken waarbij vanuit een beginopstelling de spelers elkaar bestrijden met hetzelfde doel. Net als in Westers en Chinees schaken is het de bedoeling de vijandige koning te vangen.
Shogi wordt gespeeld op een bord van 9×9 kleurloze vlakken (dus geen schaakbordpatroon). De spelers spelen om beurten een zet, waarbij de speler met de juwelenkoning begint. Deze wordt gewoonlijk aangeduid met zwart, ofwel sente (voorhand), alhoewel er geen kleurverschil is tussen de stukken. Een zet kan bestaan uit het verplaatsen van een stuk, het slaan van een stuk (door de plaats ervan op het bord in te nemen) of het inzetten van een geslagen stuk op een lege plek op het bord.

## Beginopstelling

Beginopstelling van een partij shogi

Alle stukken hebben dezelfde kleur en hebben de vorm van een platte pijl. Het eigendom van het stuk wordt bepaald door de richting waarin het stuk wijst. Beide spelers stellen hun stukken zo op dat de punt naar de tegenstander wijst.
Aan het begin van het spel is op de derde rij vanaf de speler een rij met pionnen. Op de tweede rij staan de loper en de toren. Op de eerste rij staan de rest van de stukken, met de koning in het midden en andere stukken aan weerszijden gespiegeld van groot naar klein.
Om te bepalen welke speler de eerste zet doet, kunnen vijf pionnen gegooid worden als dobbelstenen. Als er meer pionnen met de ongepromoveerde zijde omhoog terecht komen dan met de gepromoveerde zijde, is degene die de worp deed als eerst aan zet.

### Traditionele spelvoorbereiding
Er is een formele etiquette voor het opzetten van de stukken en het beginnen van het spel. Als het spelbord, eventuele houders voor geslagen stukken, en de doos met speelstukken zijn klaargelegd, beginnen de spelers met een buiging. Dan maakt de niet-beginspeler de doos open en spreidt de stukken in het midden van het bord. De sterkere of oudere speler zoekt eerst zijn of haar koning en legt die op de juiste plek. Pas dan mogen beide spelers hun stukken verder opzetten, waarbij de zwakkere of jongere speler ook begint met de koning. Als laatste doet de sterkere speler een eventuele reservepion terug in de doos.
Het opzetten van de stukken mag na de koning in willekeurige volgorde, al bestaan er ook traditionele vaste volgordes. De populairste manier is Ōhashi's methode (大橋流, Ōhashi-ryū), waarbij eerst de eerste rij wordt opgezet vanaf het midden (koning, linker goud, rechter goud, linker zilver, rechter zilver, linker paard, rechter paard, linker lans, rechter lans), dan de loper gevolgd door de toren op de tweede rij, en als laatst de pionnen op de derde rij vanaf het midden, op dezelfde manier als de eerste rij. Een andere veelvoorkomende manier is Itō's methode (伊藤流, Itō-ryū), die tot de paarden hetzelfde is, maar dan eerst de pionnen opzet van links naar rechts voordat de lansen, de loper en de toren worden neergezet. Volgens aanhangers van Itō's methode zou deze manier van opzetten respectvoller zijn, omdat de stukken op geen enkel moment tijdens het opzetten de stukken van de tegenstander bedreigen.

## Stukken
De verschillende stukken hebben verschillende groottes afhankelijk van de waarde van het stuk, hoe groter hoe belangrijker. Op een stuk staat in Japanse tekens de naam, meestal met zwarte inkt geschreven. In sommige gevallen is de naam afgekort tot alleen het eerste karakter. Aan de achterkant van het stuk staat (eventueel) het gepromoveerde stuk geschreven, meestal in rood.
| Naam                                            | Afbeelding           | Kanji | Rōmaji         | Betekenis             | Afkortingen | Afkortingen | Afkortingen |
| ----------------------------------------------- | -------------------- | ----- | -------------- | --------------------- | ----------- | ----------- | ----------- |
| Koning (gote, verdediger)                       | Regerend koning      | 王 將 | ōshō           | koningsgeneraal       | K           | 王          | ō           |
| Koning (sente, uitdager)                        | Juwelenkoning        | 玉 將 | gyokushō       | juwelengeneraal       | K           | 玉          | gyoku       |
| Toren                                           | Toren                | 飛 車 | hisha          | vliegende wagen       | R           | 飛          | hi          |
| Gepromoveerde toren ("Drakenkoning" of "Draak") | Gepromoveerde toren  | 龍 王 | ryūō           | drakenkoning          | +R          | 龍 of 竜*   | ryū         |
| Loper                                           | Loper                | 角 行 | kakugyō        | hoekgaander           | B           | 角          | kaku        |
| Gepromoveerde loper ("Drakenpaard")             | Gepromoveerde loper  | 龍 馬 | ryūma of ryūme | drakenpaard           | +B          | 馬          | uma         |
| Gouden generaal ("Goud")                        | Gouden generaal      | 金 将 | kinshō         | gouden generaal       | G           | 金          | kin         |
| Zilveren generaal ("Zilver")                    | Zilveren generaal    | 銀 将 | ginshō         | zilveren generaal     | S           | 銀          | gin         |
| Gepromoveerde zilver ("Pluszilver")             | Gepromoveerde zilver | 成 銀 | narigin        | gepromoveerde zilver  | +S          | (全)        | —           |
| Paard                                           | Paard                | 桂 馬 | keima          | kaneelpaard           | N           | 桂          | kei         |
| Gepromoveerd paard ("Pluspaard")                | Gepromoveerd paard   | 成 桂 | narikei        | gepromoveerde kaneel  | +N          | (圭 of 今)  | —           |
| Lans                                            | Lans                 | 香 車 | kyōsha         | wierookwagen          | L           | 香          | kyō         |
| Gepromoveerde lans ("Pluslans")                 | Gepromoveerde lans   | 成 香 | narikyō        | gepromoveerde wierook | +L          | (杏 of 仝)  | —           |
| Pion                                            | Pion                 | 歩 兵 | fuhyō          | voetsoldaat           | p           | 歩          | fu          |
| Gepromoveerde pion ("Tokin" of "Pluspion")      | Gepromoveerde pion   | geen  | tokin          | bereikt goud          | +p          | と          | to          |

Er zijn twee verschillende koningen met iets andere karakters. Formeel wordt het stuk met 王 (zonder stip) gebruikt door de speler met hogere rang, de titelverdediger, of de oudere speler. De andere speler gebruikt het stuk met 玉 (met stip), en krijgt tevens de eerste zet. In informele situaties wordt dit verschil soms genegeerd, zeker buiten Japan.

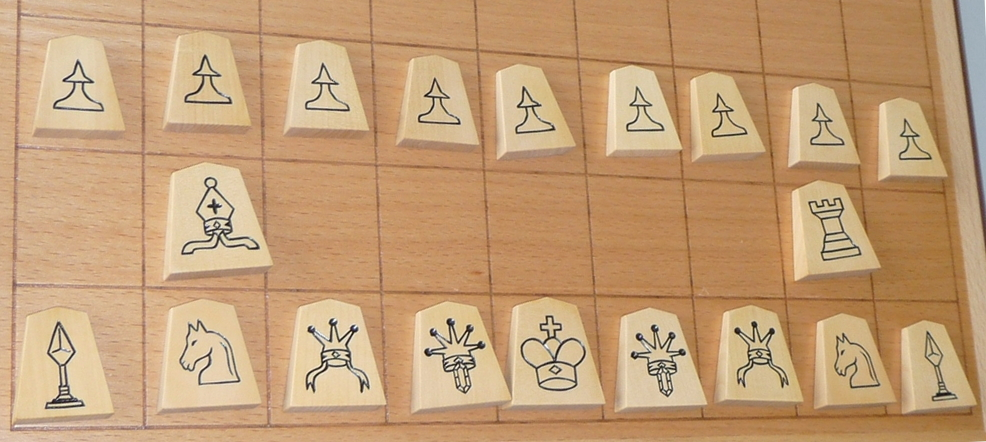
Een voorbeeld van shogi-stukken die ontworpen zijn voor een internationaal publiek. Deze zijn gebaseerd op symbolen uit Westers schaken. Meerdere stukken hebben symbolen die wijzen in de richtingen waarin het stuk kan bewegen.

De karakters hebben veel mensen ervan weerhouden het spel te willen doorgronden. Dit heeft geleid tot nieuwe ontwerpen, bijvoorbeeld met ideografische symbolen die ook de gang van het stuk weergeven, of die afgeleid zijn van symbolen voor Westerse schaakstukken. Dit soort representaties zijn echter nooit populair geworden. Voor wie zich echt in het spel wil verdiepen, is het leren herkennen van de Japanse tekens een waardevolle investering.

## Beweging van de stukken
Voor alle stukken geldt dat ze mogen worden verplaatst volgens de onderstaande regels. Een vriendschappelijk stuk blokkeert de verdere verplaatsing van een stuk. Een stuk van de tegenstander dat in de baan van de beweging staat kan worden geslagen, waarna de beweging stopt. Alle stukken slaan zoals ze bewegen.

### Koning
Een koning mag zowel horizontaal, verticaal als diagonaal één veld worden verplaatst.
|  |   |    | \| \| \| \| \| \| \| \| ○ \| ○ \| ○ \| \| \| \| ○ \| 玉 \| ○ \| \| \| \| ○ \| ○ \| ○ \| \| \| \| \| \| \| \| |  |
|  |   |    | |  |
|  | ○ | ○  | ○ |  |
|  | ○ | 玉 | ○ |  |
|  | ○ | ○  | ○ |  |
|  |   |    | |  |

### Toren
Een toren mag zowel horizontaal als verticaal één of meerdere velden worden verplaatst.
|   |   |    | \| \| \| │ \| \| \| \| \| \| │ \| \| \| \| ─ \| ─ \| 飛 \| ─ \| ─ \| \| \| \| │ \| \| \| \| \| \| │ \| \| \| |   |
|   |   | │  | |   |
|   |   | │  | |   |
| ─ | ─ | 飛 | ─ | ─ |
|   |   | │  | |   |
|   |   | │  | |   |

### Loper
Een loper kan diagonaal één of meerdere velden worden verplaatst.
|    |    |    | \| ＼ \| \| \| \| ／ \| \| \| ＼ \| \| ／ \| \| \| \| \| 角 \| \| \| \| \| ／ \| \| ＼ \| \| \| ／ \| \| \| \| ＼ \| |    |
| ＼ |    |    | | ／ |
|    | ＼ |    | ／ |    |
|    |    | 角 | |    |
|    | ／ |    | ＼ |    |
| ／ |    |    | | ＼ |

### Gouden generaal
Een gouden generaal mag één veld horizontaal of verticaal worden verplaatst, of één veld diagonaal voorwaarts. Hij beweegt dus zoals een koning, behalve diagonaal achterwaarts.
|  |   |    | \| \| \| \| \| \| \| \| ○ \| ○ \| ○ \| \| \| \| ○ \| 金 \| ○ \| \| \| \| \| ○ \| \| \| \| \| \| \| \| \| |  |
|  |   |    | |  |
|  | ○ | ○  | ○ |  |
|  | ○ | 金 | ○ |  |
|  |   | ○  | |  |
|  |   |    | |  |

### Zilveren generaal
Een zilveren generaal mag één veld diagonaal worden verplaatst, of één veld voorwaarts. Hij beweegt dus zoals een koning, behalve orthogonaal zijwaarts of achterwaarts.
|  |   |    | \| \| \| \| \| \| \| \| ○ \| ○ \| ○ \| \| \| \| \| 銀 \| \| \| \| \| ○ \| \| ○ \| \| \| \| \| \| \| \| |  |
|  |   |    | |  |
|  | ○ | ○  | ○ |  |
|  |   | 銀 | |  |
|  | ○ |    | ○ |  |
|  |   |    | |  |

### Paard
Een paard kan springen naar slechts twee velden: twee velden voorwaarts en één veld zijwaarts in één beweging. Het stuk kan dus niet terug of zijwaarts worden verplaatst, in tegenstelling tot het paard in Westers schaken. De beweging van een paard kan niet worden geblokkeerd door stukken die in zijn pad staan.
|  |   |    | \| \| ☆ \| \| ☆ \| \| \| \| \| \| \| \| \| \| \| 桂 \| \| \| \| \| \| \| \| \| \| \| \| \| \| \| |  |
|  | ☆ |    | ☆                                                                                                |  |
|  |   |    |                                                                                                  |  |
|  |   | 桂 |                                                                                                  |  |
|  |   |    |                                                                                                  |  |
|  |   |    |                                                                                                  |  |

### Lans
Een lans mag één of meerdere velden worden verplaatst in orthogonaal voorwaartse richting. Het stuk kan dus niet terug of zijwaarts worden verplaatst.
|  |  |    | \| \| \| │ \| \| \| \| \| \| │ \| \| \| \| \| \| 香 \| \| \| \| \| \| \| \| \| \| \| \| \| \| \| |  |
|  |  | │  |                                                                                                  |  |
|  |  | │  |                                                                                                  |  |
|  |  | 香 |                                                                                                  |  |
|  |  |    |                                                                                                  |  |
|  |  |    |                                                                                                  |  |

### Pion
Een pion mag één veld worden verplaatst in orthogonaal voorwaartse richting. In tegenstelling tot in Westers schaken, slaat de pion andere stukken op dezelfde manier als hoe hij loopt.
|  |  |    | \| \| \| \| \| \| \| \| \| ○ \| \| \| \| \| \| 歩 \| \| \| \| \| \| \| \| \| \| \| \| \| \| \| |  |
|  |  |    |                                                                                                |  |
|  |  | ○  |                                                                                                |  |
|  |  | 歩 |                                                                                                |  |
|  |  |    |                                                                                                |  |
|  |  |    |                                                                                                |  |

## Promotie
Een stuk in de promotiezone van de tegenstander mag naar keuze op elke zet worden gepromoveerd. Met andere woorden: elke zet die wordt gemaakt naar die zone, in die zone of vanuit die zone geeft het recht op promotie. Promotie is echter onherroepelijk totdat het stuk in handen van de tegenstander valt.
De promotiezone bestaat uit de laatste drie rijen van de tegenstander waar deze de stukken opstelde.
|    |    |    |    |    |    |    |    |    |
|    |    |    |    |    |    |    |    |    |
|    |    |    |    |    |    |    |    |    |
|    |    |    |    |    |    |    |    |    |
|    |    |    |    |    |    |    |    |    |
|    |    |    |    |    |    |    |    |    |
| 歩 | 歩 | 歩 | 歩 | 歩 | 歩 | 歩 | 歩 | 歩 |
|    | 角 |    |    |    |    |    | 飛 |    |
| 香 | 桂 | 銀 | 金 | 玉 | 金 | 銀 | 桂 | 香 |

Promotie gebeurt door het stuk om te draaien: op de achterkant staat de naam van het gepromoveerde stuk. Er is dus niet zoals in Westers schaak een keuze tot welk stuk wordt gepromoveerd.
Promotie verandert de beweging van een stuk als volgt:
- Goud en koning promoveren niet.
- Zilver, paard, lans en pion worden goud.
- Toren en loper krijgen de mogelijkheden van een koning erbij.

Een gepromoveerde toren (drakenkoning) beweegt als dus volgt:
|   |   |    | \| \| \| │ \| \| \| \| \| ○ \| │ \| ○ \| \| \| ─ \| ─ \| 龍 \| ─ \| ─ \| \| \| ○ \| │ \| ○ \| \| \| \| \| │ \| \| \| |   |
|   |   | │  | |   |
|   | ○ | │  | ○ |   |
| ─ | ─ | 龍 | ─ | ─ |
|   | ○ | │  | ○ |   |
|   |   | │  | |   |

en een gepromoveerde loper (drakenpaard) beweegt dus als volgt:
|    |    |    | \| ＼ \| \| \| \| ／ \| \| \| ＼ \| ○ \| ／ \| \| \| \| ○ \| 馬 \| ○ \| \| \| \| ／ \| ○ \| ＼ \| \| \| ／ \| \| \| \| ＼ \| |    |
| ＼ |    |    | | ／ |
|    | ＼ | ○  | ／ |    |
|    | ○  | 馬 | ○ |    |
|    | ／ | ○  | ＼ |    |
| ／ |    |    | | ＼ |

Promotie is niet verplicht, behalve voor pionnen en lansen op de laatste rij en paarden op de laatste twee rijen, die anders niet zouden kunnen bewegen. In de meeste gevallen is promotie echter een verbetering, en wordt het dus meestal wel gedaan. Alleen bij zilveren generaals komt het regelmatig voor dat het stuk niet gepromoveerd wordt, aangezien hij na promotie minder goed is in diagonale bewegingen.

## Terugplaatsen van geslagen stukken (droppen)
Geslagen stukken van de tegenstander moeten zichtbaar voor de tegenstander worden bewaard. Ze kunnen bij wijze van zet op een leeg veld op het bord geplaatst worden. Dit noemt men vaak droppen in het Nederlands, naar de Engelse term to drop.
Er zijn enkele beperkingen tot het droppen van geslagen stukken:
- Een stuk wordt altijd teruggeplaatst in niet-gepromoveerde vorm, ook al was het gepromoveerd toen het geslagen werd.
- Een pion mag niet worden teruggeplaatst in een kolom waar al een niet-gepromoveerde pion van dezelfde speler staat. Deze regel voorkomt onneembare barrières die de koning afschermen.
- Een stuk mag niet worden teruggeplaatst op een plaats waar het geen legale zet heeft (een pion of lans op de laatste rij, een paard op de laatste 2 rijen)
- Een pion mag niet worden teruggeplaatst direct voor de vijandelijke koning, indien deze geen zet heeft om te voorkomen op de volgende zet geslagen te worden. Met andere woorden, men mag niet mat zetten door het terugplaatsen van een pion.

## Spelverloop
Partijen tussen ervaren spelers kenmerken zich gewoonlijk door de betrekkelijk trage openingsfase waarin de spelers de tijd nemen om hun koning in veiligheid te brengen middels het bouwen van een kasteel. Vergelijk het met een rokade: de koning wil niet te midden van de schermutselingen staan.
De stukken in shogi zijn betrekkelijk traag, maar wel veelal voorwaarts gericht. Wanneer er echter stukken 'in de hand' komen, dan kunnen deze overal worden gedropt. Dat geeft een grote dynamiek die niet stopt totdat een van beide spelers mat staat.
Het eindspel van shogi wordt door het droppen van stukken niet gekenmerkt door een bijna leeg bord zoals bij Westers schaak, maar door een vol bord met een race om wie het eerste mat kan geven. Het komt dan ook niet eenvoudig tot remise: bijna elk spel wordt door een van de twee spelers gewonnen.
Slechts op 2 manieren is de uitslag van een partij shogi onbeslist.
1. Als in een partij voor de vierde maal dezelfde stelling (stukken op het bord en in de hand) ontstaat met dezelfde speler aan zet, is de partij onbeslist (sennichite).
2. Als beide spelers hun koning naar de overzijde van het bord gespeeld hebben (of als dat onbelemmerd kan) en mat zetten van beide koningen nagenoeg onmogelijk is geworden, wordt de partij beslist op basis van de waarde van alle stukken, die een speler bezit (op het bord en in de hand). Toren en loper zijn 5 punten waard, de overige (de koning uitgezonderd) 1 punt. Een speler met minstens 24 punten kan niet verliezen. Hebben beide spelers minstens 24 punten, dan is de partij onbeslist (jishogi). De speler met minder dan 24 punten verliest.

Onbesliste partijen worden in amateur-toernooien gerekend als een deling van de punten. In professionele toernooien wordt een dergelijke partij overgespeeld met verwisselde kleuren en in het geval van sennichite met de tijd resterend van de onbesliste partij.

## Speelsterkte en handicap
De speelsterkte van amateurspelers worden van zwak tot sterk geclassificeerd van 15e kyu tot 1e kyu en vervolgens van 1e dan tot 6e dan. Professionele spelers werken met een eigen speelsterkteschaal met dezelfde terminologie.
Het is in shogi goed mogelijk om te spelen met een handicap om het speelsterkteverschil te compenseren. Dit leidt gewoonlijk tot interessantere partijen.
De sterkste speler speelt bij handicap zwart. Hij levert stukken in voordat het spel begint. Deze stukken worden helemaal uit het spel genomen en kunnen ook later niet op het bord worden gezet. Bedenk dat het spelen met een stuk minder niet zo zware onbalans veroorzaakt als bij Westers schaak. Bij shogi is de positie veel belangrijker dan de stukkenbalans.
Bij kleine verschillen tussen de spelers speelt de sterkste speler met een lans minder.
Bij de grootste verschillen, bijvoorbeeld als een westerling tegen een Japans professional speelt, speelt de sterkste speler met alleen zijn koning en drie pionnen.
In eerste instantie lijkt het onmogelijk om met zo'n oneerlijke verdeling van stukken een eerlijk spel te kunnen spelen, maar wanneer de sterke speler stukken van de tegenstander slaat en voor zijn eigen aanval kan inzetten wordt het verschil merkbaar kleiner.
Gebruikelijke handicaps in opklimmende volgorde van verschil zijn als volgt. Daarbij is het speelsterkteverschil het verschil in kyu of dan-graden.
| speelsterkteverschil | handicap                                    |
| -------------------- | ------------------------------------------- |
| 1                    | zwart mogen spelen (geen handicap verder)   |
| 2                    | linker lans                                 |
| 3                    | loper                                       |
| 4                    | toren                                       |
| 5                    | toren en linker lans                        |
| 6-7                  | loper en toren                              |
| 8-9                  | toren, loper en beide lansen                |
| 10-12 (?)            | toren, loper, beide lansen en beide paarden |